# 米雷夫勒尔 (多姆山省)
米雷夫勒尔（法語：Mirefleurs）是法国多姆山省的一个市镇，属于克莱蒙-费朗区（Clermont-Ferrand）维克勒孔特县（Vic-le-Comte）。该市镇总面积9.05平方公里，2009年时的人口为2247人。

## 人口
米雷夫勒尔人口变化图示